# Emil Beithan
Emil Beithan (* 27. Mai 1878 in Bad Homburg; † 5. Juli 1955 in Schrecksbach) war ein deutscher Maler. Er war Mitglied der Willingshäuser Malerkolonie.

## Leben
Beithan studierte Malerei am Städelschen Kunst-Institut in Frankfurt am Main von 1893 bis 1895 bei Heinrich Hasselhorst und von 1895 bis 1896 bei Eugen Klimsch. Anschließend studierte Beithan von 1896 bis 1897 bei Wilhelm Trübner und von 1897 bis 1900 bei Wilhelm Amandus Beer. Nach Aufenthalten in München, Berlin und Kassel ließ er sich 1903 in Frankfurt am Main nieder. Ab 1905 lebte er in der nordhessischen Schwalm. 1905 zog er nach Willingshausen. Es entstanden seine ersten Schwälmer Bilder Bildnis des Gastwirts Pfazgraf in Merzhausen, Kirchgang und Bauern im Wirtshaus. Von 1906 bis 1914 lebte er fast das ganze Jahr in Schrecksbach Beithan malte die Bilder Alter Bauer und Enkelkind, Spinnstube, Kegelpartie, Schwälmer Paar, Frauen in der Kirche und arbeitete an der ersten Fassung des Schwälmer Tanz. Er siedelte sich von 1915 bis 1945 in Röllshausen an. Es entstanden farbige Zeichnungen aus dem Schwälmer Leben und eine große Anzahl von Ölgemälden wie Bauer mit Kuh, Gang zum Abendmahl, Schwälmer Braut und der zweite Schwälmer Tanz. Danach lebte Beithan bis 1946 in Buchschlag bei Frankfurt, um dann wieder nach Schrecksbach zurückzukehren. Beithan verstarb 1955 in Schrecksbach.

## Werk
Beithan malte in der realistischen Auffassung der Leibl-Schule, zu der er durch seinen Lehrer Wilhelm Trübner fand. Er bevorzugte Genreszenen wie in den Werken Gewissensfrage oder Lesendes Mädchen. Beithan schuf besonders viele Darstellungen zum bäuerlichen Leben der Schwalm, und zum Teil recht herbe Bildnisse mit strenger Zeichnung. In seinen Gemälden versuchte er die alte Schwälmer Kultur festzuhalten, um sie vor der Vergessenheit zu bewahren. Beithan leistete akribische Vorarbeit zu seinen Bildern, hielt Details in Zeichnungen und Fotografien fest. Er baute seine Motive aus quaderförmigen Farbflächen auf, was seinen Gemälden einen zuweilen manieristischen Ausdruck verleiht. In seinem Spätwerk sind auch impressionistische und expressionistische Tendenzen zu erkennen.
Zudem porträtierte er zahlreiche Frankfurter Schauspieler und Musiker.
Werke in Museen
- Regionalmuseum Alsfeld: Schwälmer Botenfrau; Schwälmer Bauern
- Städtische Kunst Sammlungen, Darmstadt: Schwälmer Bauern. sign., dat. 1889; Tanzende Schwälmer, sign.
- Essen, Museum der Stadt Essen: Schwälmer Paar. um 1908/10
- Historisches Museum Frankfurt: 40 Porträts von Schauspielern und Musikern, teils Karikaturen, Blei- und Buntstift
- Städtische Sparkasse Stolze-Turm
- Stadt-Museum Offenbach: Bauersfrau
- Von der Heydt-Museum, Wuppertal: Schwälmer Bauern, 1906
- Kunsthalle Willingshausen, Willingshausen: Schwälmer Paar. 1907

Ausstellungen
- 1910: Deutscher Künstlerbund, Darmstadt,
- 1979: Skizze. Dreieich, Bürgerhaus.
- 2011:  Zwischen Tradition und Moderne Die Willingshäuser Malerkolonie EAM Zentrale, Kassel